# 愛的鬥士
《愛的鬥士》（英語：Fighter）是美國歌手克莉絲汀·阿奎萊拉的一首歌曲，收錄於阿奎萊拉第四張錄音室專輯《裸》。歌曲於2003年3月13日由RCA唱片作為專輯《裸》第三支單曲發行。歌曲由阿奎萊拉與斯科特·史托赫共同創作，並由史托赫製作。歌曲是一首帶有舞台搖滾與搖滾元素的搖滾樂與節奏藍調歌曲，並受到樂隊槍與玫瑰的歌曲《十一月的雨》啟發。歌曲的主題為阿奎萊拉感謝讓她受傷的男人使她成為一名「鬥士」。
歌曲發行後獲得了主流樂評的好評，包括讚揚阿奎萊拉的聲音以及歌曲自強的歌詞。歌曲於美國《告示牌》百強單曲榜最高登上第20位，並獲美國唱片業協會認證為金唱片。截至2014年9月，《愛的鬥士》於美國的銷量已超過118萬張。在其他地區，歌曲亦登上多國排行榜的前10位，包括英國、加拿大、澳洲以及荷蘭。
《愛的鬥士》的音樂錄像帶由芙羅莉亞·西基斯蒙迪負責拍攝。阿奎萊拉一共在她四個大型演唱會上演唱過歌曲：「愛你無罪與裸演唱會」、「裸全球巡迴演唱會」、「天生歌姬全球巡迴演唱會」與「解放巡迴演唱會」。《愛的鬥士》發行後先後被多位歌手翻唱，包括喬丁·斯帕克斯以及達倫·克里斯。

## 創作背景
在書籍《心靈雞湯：歌曲背後的故事》中，阿奎萊拉透露了《愛的鬥士》的創作因由、歌曲主題與含義。她談論了她「充滿混亂與虐待」的家，使她不能感到「安全」。在學校中，阿奎萊拉因為她對音樂的熱情而遭刁難跟疏遠。然而這些事皆使她變得「更聰明與堅強」。為了釋放自我，阿奎萊拉於15歲開始創作歌曲，包括作曲與填詞，這也是她尋找自己聲音的方法。《愛的鬥士》於她在1999年宣傳出道專輯的時期開始創作，當時她已成為「狂熱流行現象的一部分」。根據阿奎萊拉的說法，她的出道專輯為她的創作過程提供了很多幫助。她希望創作一首「情感豐富而且積極自強」的歌曲，尤其是對女性來說，使她們能夠堅強為自己發聲。關於歌曲的意念，阿奎萊拉提到：「我想到了歌曲的名稱以及相念，並決定自己想寫的內容。我不得不坐下來理清自己的感受和過往經歷。在首張專輯中我學會了很多，這對我創作時相當有用。我在做對跟做錯的決定中汲取很多，從而思考自己的決定而變得更好」。

## 音樂與歌詞
《偏锋杂志》的薩爾·辛奎曼尼把《愛的鬥士》形容為節奏藍調與搖滾樂結合。《告示牌》的評論家則指歌曲受舞台搖滾影響，而《美国在线音樂》的娜娜·阿德沃阿·奧弗里則指出歌曲包含了摇滚元素。而《數碼間諜》的尼克·萊文把歌曲詳細分析為一首舞台搖滾作品。歌曲受到樂隊槍與玫瑰1992年的歌曲《十一月的雨》啟發。《愛的鬥士》以E小調創作，拍號為每分鐘96次。《娱乐周刊》的布萊恩·海特與《告示牌》的查克·泰勒皆認為歌曲的音樂風格與珍妮·杰克逊的《黑貓》相似。阿奎萊拉在歌曲的聲樂由最低的G3達到最高的G5。泰勒把她的聲樂形容為「龍捲風一樣的聲音」"。在歌曲的開頭，結他伴奏的聲音以Em – G/D – D – C – Em/B – B – Am – C/G – G – B7的和弦進程編排。在戴夫‧納瓦羅彈奏的結他旋律中，阿奎萊拉說出了「在你讓我經歷這一切之後，你以為我會鄙視你／但是最後我想要向你道謝，因為你讓我更加堅強」的讀白。在歌詞上，阿奎萊拉想向曾讓自己受傷的男人道謝而非責怪，因為他使自己變得更加堅強而硬朗，從而成為一名「鬥士」。在副歌的時候，她唱出：「因為那令我更加堅強／讓我更加努力工作／讓我更有智慧／所以謝謝你讓我成為鬥士」。結他部分的和弦則為E5 – F♯5 – G5 – A5 – B5 − C5 – B5 – A5 – G5 – F♯5 – E5。她繼續唱道：「令我學習速度增快／臉皮變厚了些／讓我變得更精明多了／所以謝謝你讓我成為鬥士」。《愛的鬥士》的歌詞被認為是以「自強」作主題。在電視節目「魯保羅變裝皇后秀」第十季的首集中，阿奎萊拉提到歌曲是給她曾愛過的人，但他「應得此歌」。

## 反響

### 專業評價
《愛的鬥士》發行後獲得了主流樂評的好評。《告示牌》的查克·泰勒的讚賞《愛的鬥士》展現出阿奎萊拉「（擁有）能夠克服成為只靠名氣的二流明星的才能」。同刊的安德魯·安特伯格指《愛的鬥士》與《不能打壓我們》「擴大了聽眾對她形象與聲音的期待」。《數碼間諜》的尼克·萊文形容歌曲是一首「神氣的舞台搖滾」歌曲，而《衛星音樂網》的尼克·巴特勒則簡單地稱歌曲是首「好」歌。《纽约时报》的編輯凱萊法·桑尼讚揚歌曲的主題「無懼」與「充滿溫和叛逆的言論」。《BBC音樂》的杰奎琳·霍奇斯則給予歌曲相對負面的評價，稱歌曲「非常滑稽」，而《滾石》的揚希·鄧恩亦批評歌曲「是對於搖滾歌曲一次了無新意的嘗試」。

### 商業成績
在美國，《愛的鬥士》於2003年4月12日的發行首週空降《告示牌》百強單曲榜第61位，成為當週空降位置最高的單曲。歌曲在次週上升至第56位。在2003年4月26日當週，歌曲再上升至第46位的新高。在歌曲進榜的第四週，歌曲再攀升至第38位。歌曲在5月10日當週躍升了10個名次，上升至第28位的新高。在2003年5月17日當週，歌曲再上至第22位。《愛的鬥士》最終於進榜第七週升至第20位的最高位置 ，成為她第9首打進該榜前20位的單曲。在主流四十強單曲榜，歌曲最高達到第5位。歌曲亦於成人四十強單曲榜最高登上第28位。在2003年11月1日，《愛的鬥士》獲美國唱片業協會認證為金唱片，代表於當地的出貨量達到50萬張。截至2014年8月，單曲在當地的銷量已超過118萬張。在加拿大单曲榜，歌曲最高登上第3位。
《愛的鬥士》於歐洲地區亦獲得了商業成功，包括打進多個國家排行榜的前15位。歌曲登上了比利時法蘭德斯排行榜以及瑞士排行榜第11位。歌曲亦登上挪威排行榜以及瑞典排行榜第12位。在德國，歌曲最高登上當地排行榜第13位。歌曲亦登上丹麥、意大利與西班牙排行榜第15位。在匈牙利，歌曲打進當地電台榜最高第8位。歌曲亦打進荷蘭單曲榜前5位。在英國單曲排行榜，《愛的鬥士》取得了商業成功，最高登上排行榜第3位，並逗留在榜單達13星期，成為她在《裸》之中在榜時數最長的單曲。截至2013年2月，《愛的鬥士》已在當地售出超過159,000張。歌曲於澳洲與紐西蘭亦取得商業成功，分別最高登上前者排行榜第5位以及後者排行榜第14位。澳大利亚唱片业协会其後認證單曲為金唱片，代表在當地出貨量超過35,000張。

## 音樂錄像帶

阿奎萊拉穿著黑色天鵝絨和服，身後站著哥特式芭蕾舞演員。

《愛的鬥士》的音樂錄像帶由芙羅莉亞·西基斯蒙迪負責拍攝，西基斯蒙迪透露阿奎萊拉在錄像帶裡會是「我不認為她曾被塑造過」的樣子。錄像帶於2003年3月10日與3月12日於加利福尼亞州洛杉磯取景拍攝，並受到導演標誌性的黑暗戲劇與蛾的生命週期啟發。西基斯蒙迪在音樂電視網新聞中解釋了錄像帶的主題與情節：
「歌曲在某程度上是關於蛻變，所以我以自然的方式看待它，就在自然如何體現在蛻變上的一樣。錄像帶基本上是關於一個有毒的地方如何轉變成一個自強有力的地方。我一直對於飛蛾存有恐懼，因此我下意識地把這種飛蛾放進作品中，我想我必須處理我的恐懼。飛蛾全身毛茸茸並帶有灰塵，我在古老的神話中發現它們應該代表靈魂。我認為這非常適合（錄像帶）。」
錄像帶以阿奎萊拉身穿黑色天鹅绒和服的身影作開始，阿奎萊拉的膚色蒼白並留著一頭意指幼體的黑色長髮。最初她被囚在一個玻璃盒子裡，而身上的和服亦鼓起得像氣球一樣。三個哥特式芭蕾舞者吃了水果然後倒下來。阿奎萊拉其後不停敲著玻璃盒子，直至把它敲破並從中掙脫出來。她拼命地後背上拔下三個飛蛾針 ，然後扔到和服旁邊。同時她身上破爛而被飛蛾覆蓋的白色裙子代表著她從幼蟲進化成蛹。其後她的頭髮亦變成白色，身上被多隻飛蛾所包圍。然後穿插著飛蛾飛舞以及阿奎萊拉藍色眼睛特寫的鏡頭。在錄像帶接近尾聲的時候，阿奎萊拉穿著一條卡桑德拉·皮特森類蜘蛛裙，再次宣稱自己是個「鬥士」後一腳踢向鏡頭。
《愛的鬥士》的音樂錄像帶獲得多個獎項。在2003年的「比利時TMF獎」上，錄像帶贏得「最佳國際錄像帶」一獎 。在加拿大的艾伯塔省埃德蒙顿的瑞克蘇爾之地舉辦的「2004年朱諾獎」上，錄像帶為阿奎萊拉與西基斯蒙迪贏得「朱諾獎年度音樂錄影帶」。在加利福尼亞州洛杉磯奧菲姆劇院舉辦的「MVPA獎」上，錄像帶一共贏得「最佳流行錄像帶」、「最佳攝影指導」、「最佳化妝」以及「最佳造型」四個獎項。

## 現場表演

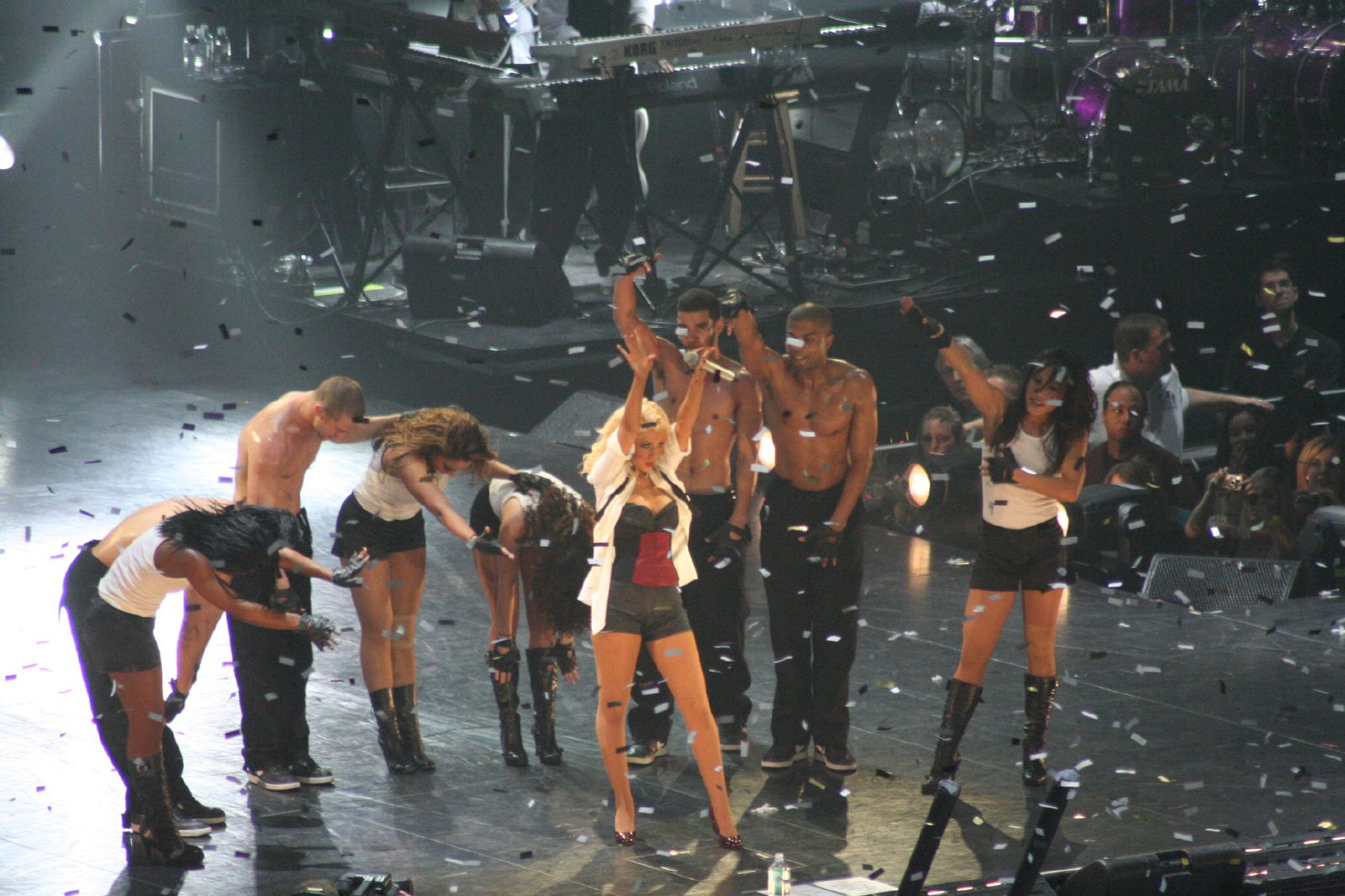
阿奎萊拉於2007年的「天生歌姬全球巡迴演唱會」安哥部分演唱了《愛的鬥士》。

阿奎萊拉於多場演出上演唱過《愛的鬥士》。在2003年8月28日，她在紐約市无线电城音乐厅所舉辦的「2003年MTV音樂錄影帶大獎」上作歌曲的首演，歌曲作為與《下流》的串燒曲表演。演出請來紅人作客串嘉賓，並迎來戴夫‧納瓦羅作結他手。當晚她亦與麥當娜、布蘭妮·斯皮爾斯與梅西·埃利奧特一同表演了麥當娜的《宛如處女》、《好萊塢》與埃利奧特的《Work It》串燒曲。阿奎萊拉亦在與賈斯汀·提姆布萊克共同舉辦的「愛你無罪與裸演唱會」上演唱了《愛的鬥士》。在2003年年底，她在個人的單獨巡迴演唱會「裸全球巡迴演唱會」上演唱歌曲。表演的倫敦場次其後收錄於阿奎萊拉的映像作品《Stripped Live in the U.K.》中。在2007年6月1日Muz-TV的《天生歌姬》宣傳表演中，阿奎萊拉表演了歌曲以及《非你莫屬》、《傷害》跟《甜心寶貝》。其後，她在2006年至2007年的「天生歌姬全球巡迴演唱會」的安哥部分演唱了歌曲作為壓軸曲。《滾石》的巴里·沃爾特斯形容該場《愛的鬥士》演出使演唱會在重搖滾樂的高潮中完結。表演片段收錄於其後的映像作品「天生歌姬 澳洲現場演唱會」中。
2010年6月8日，阿奎萊拉在「今天」上表演了《愛的鬥士》、《超·未·來》、《激情變身夜》以及《你已失去我》。作為表演的開場曲，《音樂電視網新聞》的詹姆斯·丁以「聲勢浩大」形容演出。2010年6月11日，她在《早间秀》上表演了《愛的鬥士》、《你已失去我》、《激情變身夜》以及《瓶中精靈》跟《少女情懷》。6月13日，她在《VH1 Storytellers》表演了包括《愛的鬥士》在內的生涯熱門歌曲。在開始演唱歌曲前，阿奎萊拉向觀眾透露：「當我年輕的時候，就像我剛剛提及的一樣，有很多人因為錯誤的原因而在我身邊。那些負面的瞬間最終都會變成正面，因為你會因此變得更加堅強跟聰明」。2010年10月24日，在賈斯汀·提姆布萊克在於內華達州拉斯維加斯的「賈斯汀·提姆布萊克與好朋友」演出上，阿奎萊拉獲邀請獻唱多首熱門歌曲，包括《美麗的》、《愛的鬥士》以及《非你莫屬》。2012年4月16日，阿奎萊拉在「美國之聲」第二季上演唱了歌曲，並與她作為評判與指導的「Xtina隊」跟克倫肖高級中學合唱部一同演出。喬納森·霍夫曼形容該場表演「聽起來瘋狂而離奇」。

## 地位
自發行以來，《愛的鬥士》因其歌詞而被認為是阿奎萊拉最有女性自強特色的歌曲之一。歌曲亦在多場演出與節目上使用。在2003年4月6日，NBA的「Love It Love」宣傳環節上播放了一段90秒時長的音樂錄像帶。錄像帶展示了阿奎萊拉在斯台普斯中心的球場中心準備表演的模樣。多名知名NBA球星，包括迈克尔·乔丹、科比·布莱恩特、沙奎尔·奥尼尔與姚明亦現身錄像帶。《愛的鬥士》亦曾被全国广播公司的真人秀《减肥达人》使用。
《愛的鬥士》曾於多個場合被翻唱。2007年5月23日，歌手喬丁·斯帕克斯在美國歌唱比賽「美國偶像」的第六季上翻唱了歌曲，並憑此贏得比賽。2010年5月26日，五名「美國偶像」第九季的選手，
拉西·布朗, 迪迪·貝納米, 凱蒂·史蒂文斯, 西巴·馬格努斯 and 克莉絲朵·寶兒賽絲演唱了《美麗的》與《愛的鬥士》的串燒曲。在同一集，阿奎萊拉亦演唱了她2010年的單曲《你已失去我》。2012年4月16日，阿奎萊拉與她在節目上的隊員於「美國好聲音」上共同演唱了《愛的鬥士》。
在2012年3月31日的「英國好聲音」第一季盲選環節中，丹妮絲·皮爾遜翻唱了《愛的鬥士》，並被湯·鍾士選中加入他的隊伍。美國演員達倫·克里斯在美國電視劇「吉列合唱團」所飾演的角色布萊恩·安德森在2012年4月10日播放的集數「老大哥」上演唱了歌曲。此翻唱版本最高登上了《告示牌》数字歌曲榜第58位，以及加拿大百强单曲榜第85位。歌手塞斯·傅萊作為美國真人秀「X音素」第二季作為選手翻唱了歌曲。「美國好聲音」第三季的阿奎萊拉隊員希薇亞·雅庫布亦翻唱了歌曲。

## 歌曲列表
| CD單曲 1. "Fighter" – 4:05 2. "Fighter" (video) – 4:05 加大單曲 1. "Fighter"– 4:05 2. "Fighter" (Freelance Hellraiser "Thug Pop" Mix) – 5:11 3. "Beautiful" (Valentin Mix) – 5:51 | DVD單曲 1. "Fighter" (video) 2. "Fighter" 3. Photo Gallery 4. "Beautiful" (Valentin Club Mix) |

## 製作名單
製作名單來自《愛的鬥士》CD內頁。
錄音室
- 聲音錄製（企業錄音室，伯班克，加利福尼亞州以及康威錄音室，荷里活）
- 混音（唱片工場（英语：The Record Plant），洛杉磯，加利福尼亞州）
- 母帶（博尼・葛朗德曼母帶室）

製作群
- 詞曲創作 – 克莉絲汀·阿奎萊拉、斯科特·史托赫（英语：Scott Storch）
- 製作 – 斯科特·史托赫
- 混音 – 托尼·瑪莎拉蒂
- 音頻錄製（英语：Audio recording） – 瓦西姆·瑞克、奧斯卡·拉米雷斯
- 音頻母帶（英语：Audio mastering） – 布萊恩·「重低音」·加德納（英语：Brian Gardner）
- 聲樂製作與編排 – 克莉絲汀·阿奎萊拉、E.道克
- 弦樂編排與指揮 – 拉里·戈爾德
- 承蒙國會唱片邀請戴夫‧納瓦羅（英语：Dave Navarro）參與

## 榜單成績
| 週榜單（2003年）                     | 最高 位置 |
| ------------------------------------ | --------- |
| 澳大利亚（澳大利亚唱片业协会單曲榜） | 5         |
| 奥地利（Ö3四十强单曲榜）             | 12        |
| 比利时佛兰德（Ultratop五十强单曲榜） | 11        |
| 比利时瓦隆（Ultratop五十强单曲榜）   | 27        |
| 巴西（巴西唱片業協會）               | 64        |
| 加拿大單曲榜                         | 3         |
| 克羅地亞（克羅地亞廣播電視台）       | 10        |
| 丹麥（Hitlisten单曲榜）              | 15        |
| 歐洲（歐洲百強單曲榜）               | 3         |
| 匈牙利（四十强电台榜）               | 8         |
| 愛爾蘭（愛爾蘭唱片音樂協會单曲榜）   | 4         |
| 意大利（意大利音乐产业联盟单曲榜）   | 15        |
| 荷兰（百强单曲榜）                   | 8         |
| 荷兰（荷蘭四十強單曲榜）             | 5         |
| 新西兰（新西兰唱片音乐协会单曲榜）   | 14        |
| 挪威（世道單曲榜）                   | 12        |
| 波蘭（波蘭音樂榜）                   | 2         |
| 羅馬尼亞（羅馬尼亞百強單曲榜）       | 91        |
| 蘇格蘭（官方榜单公司單曲榜）         | 5         |
| 西班牙（西班牙音樂製作協會）         | 15        |
| 瑞典（瑞典最熱榜）                   | 12        |
| 瑞士（瑞士热门音乐榜）               | 11        |
| 英國（官方榜单公司單曲榜）           | 3         |
| 美国（《告示牌》百大單曲榜）         | 20        |
| 美國（《告示牌》Adult Pop Airplay）  | 28        |
| 美國（《告示牌》Pop Airplay）        | 5         |

| 年榜單（2003年）                       | 位置 |
| -------------------------------------- | ---- |
| 澳大利亞（澳大利亞唱片業協會單曲榜）   | 74   |
| 比利時法蘭德斯（Ultratop五十強單曲榜） | 73   |
| 荷蘭（荷蘭40強單曲榜）                 | 68   |
| 瑞典（瑞典最熱榜）                     | 74   |
| 瑞士（瑞士熱門音樂榜）                 | 77   |
| 英國（官方榜單公司單曲榜）             | 99   |
| 美國（《告示牌》百強單曲榜）           | 79   |

## 認證
| 地區                                                       | 认证 | 认证单位/销量 |
| ---------------------------------------------------------- | ---- | ------------- |
| 澳大利亚（澳大利亚唱片业协会）                             | 金   | 35,000^       |
| 英国（英国唱片业协会）                                     | 银   | 200,000‡      |
| 美国（美國唱片業協會）                                     | 金   | 1,184,000*    |
| *僅含認證的實際銷量 ^僅含認證的出貨量 ‡僅含認證的+實際銷量 |      |               |

## 發行歷史
| 國家   | 日期          | 形式         | 廠牌         | 來源          |
| ------ | ------------- | ------------ | ------------ | ------------- |
| 美國   | 2003年3月13日 | 當代流行電台 | RCA          | [ 103 ]       |
| 英國   | 2003年5月5日  | 12英吋單曲   | RCA          | [ 104 ]       |
| 英國   | 2003年6月9日  | 加大單曲 DVD | RCA          | [ 81 ] [ 82 ] |
| 法國   | 2003年6月9日  | CD單曲 DVD   | 索尼音樂娛樂 | [ 105 ]       |
| 德國   | 2003年6月10日 | CD單曲       | RCA          | [ 80 ]        |
| 意大利 | 2003年6月10日 | CD單曲       | RCA          | [ 106 ]       |